# All I Want (For Christmas)
«All I Want (For Christmas)» es una canción del cantante británico Liam Payne. Se lanzó el 25 de octubre de 2019, a través de Capitol Records como sencillo de su primer álbum de estudio LP1.

## Vídeo musical
Un video musical para acompañar el lanzamiento de «All I Want (For Christmas)» se lanzó por primera vez en YouTube el 29 de noviembre de 2019.  Con imágenes en blanco y negro, Payne muestra todo su lado sentimental mientras canta sobre conseguir un amor durante la temporada navideña.

## Posicionamiento en listas
| Listas (2019)                    | Mejor posición |
| -------------------------------- | -------------- |
| Bélgica (Ultratop 50) Flanders   | 30             |
| Irlanda (IRMA)                   | 98             |
| Nueva Zelanda Hot Singles (RMNZ) | 18             |
| Reino Unido (UK Singles Chart)   | 73             |

## Historial de lanzamiento
| País   | Fecha                 | Formato                     | Discográfica | Ref    |
| ------ | --------------------- | --------------------------- | ------------ | ------ |
| Varios | 25 de octubre de 2019 | Descarga digital, Streaming | Capitol      | [ 12 ] |